# Büchslen

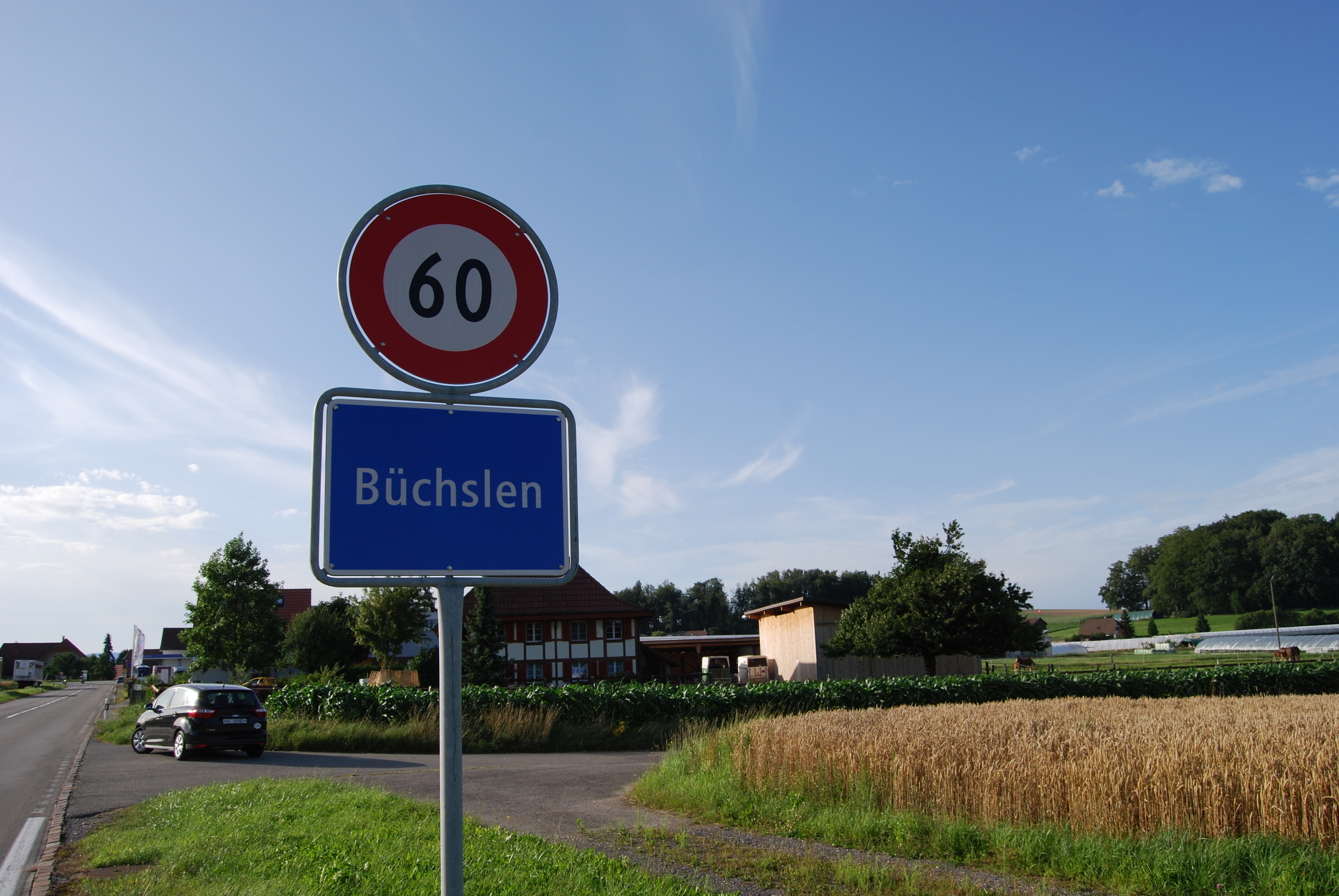
Büchslen

Büchslen is een gemeente en plaats in het Zwitserse kanton Fribourg, en maakt deel uit van het district See/Lac.
Büchslen telt 171 inwoners.